# Melanie Köhlmoos
Melanie Köhlmoos (* 5. September 1966 in Hamburg) ist eine deutsche evangelische Theologin und Alttestamentlerin.

## Leben
Köhlmoos besuchte von 1972 bis 1976 die Grundschule Langenfort, Hamburg-Barmbek-Nord und anschließend von 1976 bis 1985 das Elise-Averdieck-Gymnasium, Hamburg. Nach ihrem Abitur im Jahre 1985 nahm sie das Studium der Evangelischen Theologie an der Universität Hamburg auf, das sie im Jahre 1993 dort beendete. Von 1994 bis 1997 arbeitete sie im Fachbereich für evangelische Theologie in Hamburg.
1998 wurde sie an der Universität Hamburg mit einer Dissertation über das Buch Hiob promoviert (Doctor theologiae).
Von 1997 bis 1999 war Melanie Köhlmoos im Kirchlichen Vorbereitungsdienst der Nordelbischen Kirche tätig. Im Jahre 2002 erwarb sie die Qualifikation zur akademischen Lehrkraft für Bibelhebräisch. Von 2000 bis 2002 war sie als wissenschaftliche Mitarbeiterin an der Westfälischen Wilhelms-Universität Münster tätig,  anschließend an der Georg-August-Universität Göttingen, wo sie sich 2005 mit einer Qualifikationsschrift über die Stadt Bet-El habilitierte. Im Anschluss nahm sie Lehraufträge an verschiedenen Hochschulen wahr. Seit 2010 ist sie Professorin für Altes Testament an der Johann Wolfgang Goethe-Universität Frankfurt am Main.
Köhlmoos ist seit 1993 mit Pastor Frank Muchlinsky, Referent für Erwachsenenbildung im Diakonischen Werk Hamburg verheiratet.

## Veröffentlichungen (in Auswahl)

### Monographien
- Das Auge Gottes. Textstrategie im Hiobbuch. (= FAT 25). Tübingen 1999.
- Bet-El – Erinnerungen an eine Stadt. Perspektiven der alttestamentlichen Bet-El-Überlieferung. (= FAT 49). Tübingen 2006.
- Ruth. (= Das Alte Testament Deutsch 9/2). Göttingen 2009.
- Altes Testament. (= UTBBasics, = UTB 3460). A. Francke, Tübingen 2011, ISBN 978-3-8252-3460-7.
- Kohelet. Der Prediger Salomo. (= Das Alte Testament Deutsch 16/5). Göttingen 2015.

### Beiträge in Zeitschriften und Sammelbänden
- Der Tod als Zeichen. Die Inszenierung des Todes in Amos 5: BN 107/108 (2001), S. 65–77.
- „Gefallen ist die Jungfrau Israel“: Inszenierung in Amos 5. In: Erika Fischer-Lichte, Christian Horn, Sandra Umathum, Matthias Warstat (Hrsg.): Ritualität und Grenze, Tübingen/Basel 2003, S. 123–138.
- Amos 9,1-4, Jerusalem und Beth-El. Ein Beitrag zur Gerichtsverkündigung am Kultort in der Prophetie des 8. Jh. In: Matthias Augustin, Hermann Michael Niemann (Hrsg.), „Basel und Bibel“. Collected Communications to the XVIIth Congress of the International Organization for the Study of the Old Testament Basel 2001, Frankfurt am Main 2004, S. 169–178.
- Töchter meines Volkes. Israel und das Problem der Prostitution in exilischer und nachexilischer Zeit. In: Friedhelm Hartenstein, Michael Pietsch (Hrsg.): Sieben Augen auf einem Stein. Festschrift Ina Willi-Plein, Neukirchen-Vluyn 2007.
- „Eine Generation vergeht, die andere kommt“. Generationswechsel und politische Verantwortung im Alten Testament. In: Christiane Burbach, Friedrich Heckmann (Hrsg.): Generationenfragen. Theologische Perspektiven zur Gesellschaft des 21. Jahrhunderts, Göttingen 2007.
- „Die übrige Geschichte“. Das „Rahmenwerk“ als Grundstruktur der Königebücher, Grundstrukturen der Königebücher. In: Sylke Lubs, Louis Jonker, Andreas Ruwe, Uwe Weise (Hrsg.): Behutsames Lesen. Alttestamentliche Exegese im interdisziplinären Methodendiskurs, Leipzig 2007 (ABG 28).
- In tiefer Trauer. Mimik und Gestik angesichts von Tod und Schrecken. In: Andreas Wagner (Hrsg.): Anthropologische Aufbrüche. Alttestamentliche Menschenkonzepte und anthropologische Positionen und Methoden, Tübingen 2007 (FAT).
- „Was bleibt ihr denn übrig?“ Krieg und Prostitution im Alten Testament. In: Anja Pistor-Hatam, Antje Richter (Hrsg.): Bettler, Prostituierte, Paria: Randgruppen in asiatischen Gesellschaften, Hamburg 2008 (=Beiträge des Zentrums für Asiatische und Afrikanische Studien (ZAAS) der Christian-Albrechts-Universität zu Kiel. Band 11).
- „Lobt ihn mit allen, die seine Verheißung bekamen“. Die Erzählung über die alttestamentlichen Erzväter als Generationenerzählung. In: Björn Bohnenkamp, Till Manning, Eva-Maria Sillies (Hrsg.): Generation als Erzählung. Neue Perspektiven auf ein kulturelles Deutungsmuster, Göttingen 2009.
- „Ich glaubte, diese Geschichte erzählen zu müssen“. Beobachtungen zur Ruth-Geschichte des Flavius Josephus: WdO 2009.